# Cirurgia ginecológica
Cirurgia ginecológica refere-se à cirurgia realizada nas partes genitais das mulheres. Inclui a himenoplastia e labioplastia. Geralmente é realizada por razões reconstrutivas. Também pode ser realizada por razões sexuais ou estéticas. Uma cirurgia consiste em um tipo de tratamento médico que necessita de intervenção, manual ou instrumental, do médico no paciente. Quando essa cirurgia envolve os órgãos do sistema reprodutor feminino, como o útero e os ovários, dizemos que ela é uma cirurgia ginecológica.
Existem diferentes tipos de cirurgia ginecológica, sendo que alguns procedimentos podem ser feitos por meio de equipamentos como o laparoscópio e o robô DaVinci, e da cirurgia robótica, que representam verdadeiros avanços da Medicina. Quando os aparelhos podem ser utilizados em um tratamento, eles ajudam a diminuir o tempo de recuperação do paciente, as dores e as chances de haver sangramentos e infecções. Além disso, as cirurgias feitas por esses equipamentos costumam ser menos invasivas.
Uma cirurgia ginecológica pode ser indicada para tratar problemas como a endometriose e a adenomiose, que é a presença de glândulas e endométrio (a camada externa do útero) dentro do miométrio, que é o músculo que forma o órgão. A retirada de miomas, conhecida como miomectomia, de tumores e até mesmo do próprio útero, a chamada histerectomia, também é feita por meio cirúrgico.
Outros procedimentos da cirurgia ginecológica incluem a salpingectomia, que é a retirada das trompas, a ooforectomia, que é a retirada dos ovários, a traquelectomia, que é a remoção de parte do colo do útero e a linfadenectomia pélvica, que é a retirada de tecido gorduroso e de certos linfonodos localizados na pelve.
A laqueadura de trompas é outro tipo de cirurgia ginecológica, que consiste no corte ou na amarração das tubas uterinas, impedindo que o óvulo e o espermatozóide se encontrem. Esse é considerado um método contraceptivo, geralmente feito em mulheres que já têm filhos e que não desejam mais engravidar.